# باشگاه فوتبال هرادتس کرالووه
باشگاه فوتبال هرادتس کرالووه (چکی: FC Hradec Králové)، باشگاه حرفه‌ای فوتبال است که در شهر هرادتس کرالووه، کشور جمهوری چک قرار دارد. این باشگاه در سال ۱۹۰۵ تاًسیس شد و در فصل ۶۰–۱۹۵۹ لیگ دسته اول چکسلواکی را فتح کرد. هرادتس کرالووه در حال حاضر در لیگ ملی فوتبال جمهوری چک بازی می‌کند.
پس از کسب موفقیت در جام داخلی، باشگاه به جام باشگاه‌های اروپا ۶۱–۱۹۶۰ راه یافت و توسط بارسلونا، در مرحله یک‌چهارم نهایی از گردونه رقابت‌ها حذف شد. در سال ۱۹۹۵ هرادتس جام حذفی را فتح کرد و متعاقب آن راهی جام در جام اروپا شد. در آن مسابقات، در مرحله یک‌چهارم نهایی به دینامو مسکو باخت و حذف شد.

## نام‌های تاریخی
- ۱۹۰۵: اس کا هرادتس کرالووه
- ۱۹۴۸: سوکول هرادتس کرالووه
- ۱۹۴۹: سوکول اشکودا
- ۱۹۵۳: د اس اُ اسپارتاک هرادتس کرالووه (دوبرووولنا اسپورتوونی ارگانیزاتسه اسپارتاک هرادتس کرالووه)
- ۱۹۷۶: ت ی اسپارتاک زوو هرادتس
- ۱۹۸۹: ارها اسپارتاک زوو هرادتس کرالووه
- ۱۹۹۰: اس کا پ اسپارتاک هرادتس کرالووه
- ۱۹۹۲: اس کا پ فومِی هرادتس کرالووه
- ۱۹۹۴: اس کا هرادتس کرالووه
- ۲۰۰۵: اف‌سی هرادتس کرالووه

## حضور در رقابت‌های اروپایی
- م = دور مقدماتی
- ۱/۴ = یک‌چهارم نهایی
- ۱/۸ = یک‌هشتم نهایی

| فصل     | رقابت                 | دور | کشور        | باشگاه       | نتیجه    |
| ------- | --------------------- | --- | ----------- | ------------ | -------- |
| ۶۱–۱۹۶۰ | لیگ قهرمانان اروپا    | م   | رومانی      | استوا بخارست | walkover |
|         |                       | ۱/۸ | یونان       | پاناتینایکوس | ۱–۰، ۰–۰ |
|         |                       | ۱/۴ | اسپانیا     | بارسلونا     | ۰–۴، ۱–۱ |
| ۹۶–۱۹۹۵ | جام برندگان جام اروپا | م   | لیختن‌اشتاین | فادوتس       | ۵–۰، ۹–۱ |
|         |                       | ۱/۸ | دانمارک     | کپنهاگن      | ۵–۰، ۲–۲ |
|         |                       | ۱/۴ | روسیه       | دینامو مسکو  | ۰–۱، ۱–۰ |